# Abdullah Mamadou Kalifa Bojang
Abdullah Mamadou Kalifa Bojang (* im 20. Jahrhundert) ist Diplomat im westafrikanischen Staat Gambia.

## Leben
Bojang war um 1973 im Ministerium für Landwirtschaft und natürliche Ressourcen als Stellvertretender Sekretär tätig.
Ab dem 4. November 1980 war Bojang als Hochkommissar in Großbritannien akkreditiert.  Am 12. Juli 1982 überreichte Bojang sein Beglaubigungsschreiben vom Präsident Dawda Jawara als außerordentlicher und bevollmächtigter Botschafter der Republik Gambia beim Heiligen Stuhl an Papst Johannes Paul II. Bojang ist der zweite gambische Botschafter beim Heiligen Stuhl, seit die Mission 1978 gegründet wurde.
Bojang war ab 23. Januar 1984 bis September 1991 Botschafter in Brüssel (Belgien), wo er gleichzeitig für Luxemburg, Niederlande, Deutschland, Polen, Tschechien, Slowakei und der Europäischen Union akkreditiert war. Am 18. Januar 1985 überreichte er sein Beglaubigungsschreiben an den italienischen Präsidenten Sandro Pertini.